# Kazimierz Bieńkowski
Kazimierz Mieczysław Bieńkowski (ur. 20 lutego 1907 we Lwowie, zm. 27 sierpnia 1993) – polski rzeźbiarz. 
W latach 1926 – 1931 studiował w Szkole Sztuk Pięknych w Warszawie, w pracowni rzeźby prof. Tadeusza Breyera (dyplom uzyskał w 1948 roku). Od roku 1931 rozpoczął samodzielną działalność artystyczną. W tym czasie przeniósł się do Poznania. Podczas okupacji niemieckiej został wysiedlony z  Poznania do Rzeszowa. Po wojnie wrócił do Poznania. W latach 1945–1951 był wykładowcą na Wydziale Rzeźby i Architektury Wnętrz Wyższej Szkoły Sztuk Plastycznych w Poznaniu. Od 1956 roku mieszkał na Saskiej Kępie w Warszawie. Członek komitetu organizacyjnego Sympozjum Plastycznego Wrocław ’70. W roku 1973 przeszedł na emeryturę.

## Realizacje
- Rzeźby z ołtarza Kościoła św. Józefa w Rzeszowie, 1944 rok.
- Pomnik powstańców 1848 roku w Książu Wielkopolskiem, 1948 rok[4].
- Wyposażenie kościoła św.  Michała Archanioła – ołtarz główny, konfesjonały, ambona i pozostałe wyposażenie drewniane, 1956 rok.
- Pomnik pomordowanych księży Diecezji Poznańskiej  w Katedrze Poznańskiej, 1960 rok.
- Pomnik Tysiąc lat chrztu Polski, na placu przed Katedrą Poznańską, 1966 rok.
- Rekonstrukcja pomnika Tadeusza Kościuszki  (przy współudziale autorki przedwojennego pomnika Zofii Trzcińskiej-Kamińskiej), 1967 rok.
- Główne drzwi do Katedry Poznańskiej, 1979 rok.
- Rzeźby ołtarza, ambona  i stale w Katedrze Szczecińskiej.

## Odznaczenia
Odznaczony Srebrnym Krzyżem Zasługi, Medalem 10-lecia Polski Ludowej oraz Złotą Odznaką Honorową miasta Poznania. Laureat ponad 20 nagród w konkursach krajowych na pomniki i rzeźby. 